# Couteau désosseur

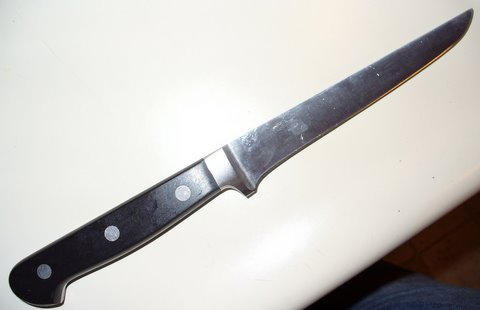
couteau désosseur

Un couteau désosseur est un type de couteau idéal pour désosser et dénerver viandes et volailles. Permet d'enlever facilement les tendons et la graisse. 
Habituellement long de 12 centimètres, il est très utile pour désosser des pièces importantes, mais l'utilisation d'un couteau à lame plus flexible est préférable pour la volaille et le poisson. 